# 施塔勞巴赫河

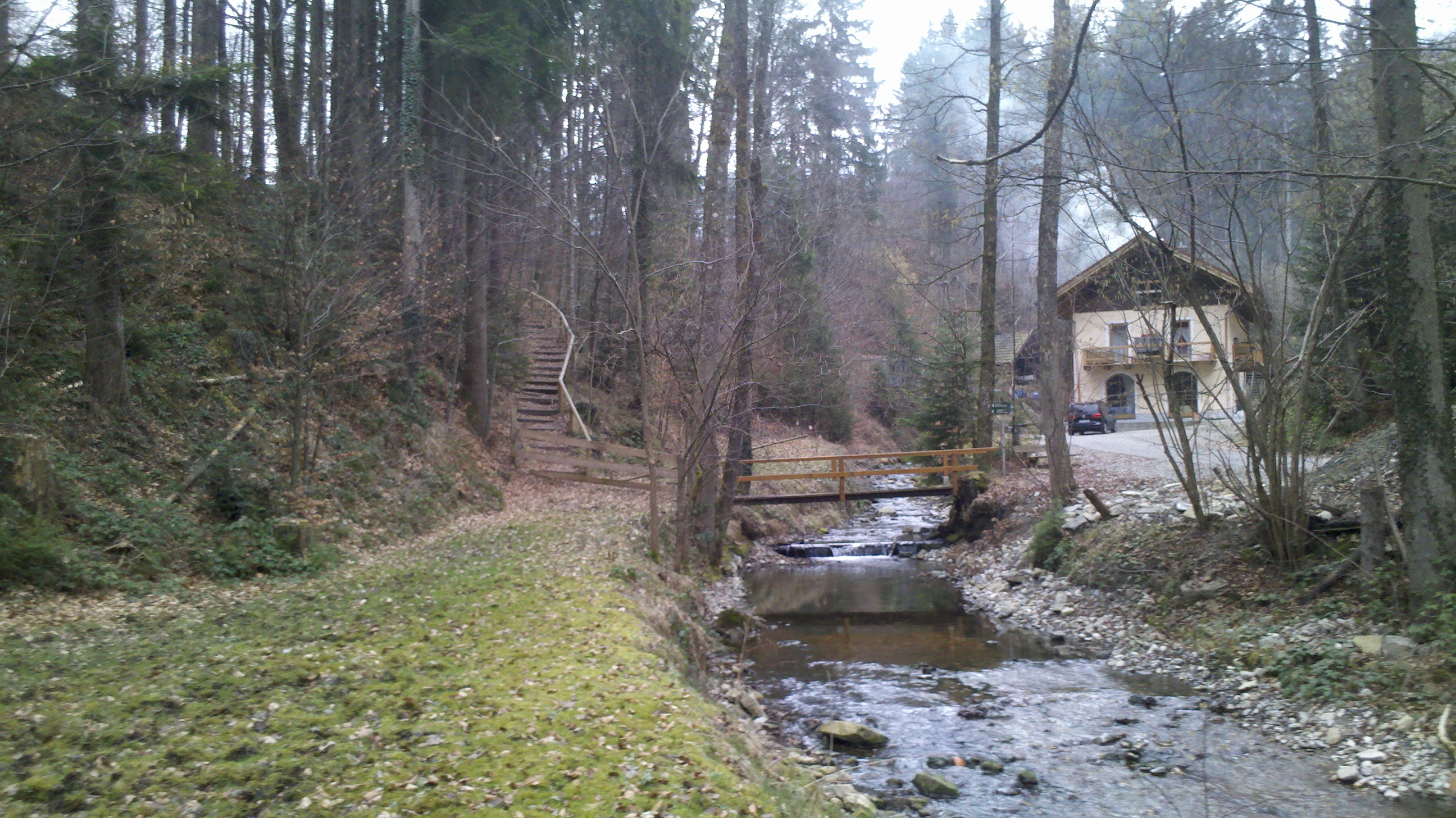

施塔勞巴赫河是德國的河流，位於該國東南部，由巴伐利亞負責管轄，屬於賴恩德爾巴赫河的右支流，河道全長4.4公里，流經上巴伐利亞行政區。